# Brawl Stars
Brawl Stars è un videogioco d'azione  pubblicato da Supercell nel 2017 in Finlandia, fino ad arrivare nel 2018 in tutto il mondo. A giugno 2020 il gioco è stato pubblicato anche in Cina, sebbene con diverse modifiche approvate dall'autorità di regolazione cinese. Il 25 aprile 2023 viene eliminato a tutti gli effetti da Russia, Bielorussia e Iran. Il videogioco è disponibile per dispositivi iOS, iPadOS, Android e HarmonyOS.

## Modalità di gioco
I giocatori, che possono essere due, tre, quattro, sei, dieci o dodici in base al tipo di evento, combattono in squadre o in singolo tramite personaggi chiamati brawler, che possono essere di 7 diverse rarità: brawler iniziale, raro, super raro, epico, mitico, leggendario e ultra leggendario; in passato erano presenti anche altre 3 rarità: cromatico (che comprendeva i brawler aggiunti in una determinata stagione del pass) e comune (che comprendeva i brawler del cammino dei trofei),temporaneo (Buzz Lightyear). La categoria "brawler del cammino dei trofei" è stata rimossa per l'aggiunta della rotta delle starr e la conseguente rimozione delle casse, invece la categoria cromatica è stata rimossa con la rimozione del Brawl Pass per gemme (adesso includono solo brawler di rarità epica e si ottiene solo con acquisto in-app),di conseguenza alla sparizione dei crediti cromatici e la categoria allegata,mentre per la categoria temporanea non verranno aggiunti altri brawler rendendo di fatto Buzz Lightyear il primo e l'ultimo di quella rarità. I brawler attuali sono 93
Inoltre, ogni primo giovedì del mese inizia una nuova stagione del Brawl Pass, un pass battaglia che comprende risorse e cosmetici sbloccabili raccogliendo XP, una valuta che è possibile ottenere giocando e completando missioni. Il pass ha tre varianti: il Brawl Pass gratuito, il Brawl Pass e il Brawl Pass Plus. Gli ultimi due offrono molte più ricompense rispetto a quello gratuito ed entrambi sono disponibili solo con acquisto in-app,(in più il Brawl Pass Plus offre un titolo esclusivo ogni stagione e il 20% in più di progressi). La stagione attuale è la 41ª, I cavalieri della tavola brawltonda (agosto 2025).
Sono disponibili diverse modalità di gioco, chiamate eventi, nelle quali i giocatori si presentano suddivisi in due o più squadre avversarie, ciascuna composta da due, tre o cinque giocatori. Due eccezioni sono la modalità "sopravvivenza", nella quale dieci giocatori devono lottare per sopravvivere da soli (solo), a coppie (in due) o in trio (tre)  e la modalità "Duelli", in cui due giocatori si sfidano con una squadra di tre brawler preselezionati. Inoltre ci sono alcune modalità speciali temporanee come Assedio o Roboassalto che non danno trofei, ma solamente XP per proseguire col Brawl Pass.

## Sviluppo
Lo sviluppo è durato circa quattro anni, inclusa una fase di test pubblica, durante la quale il videogioco ha subito diversi cambiamenti, come il passaggio dalla modalità verticale a quella orizzontale oppure dal 2D al 3D. Brawl Stars è stato annunciato il 14 giugno 2017 tramite una diretta su YouTube e il giorno successivo pubblicato in anteprima in Canada per iOS. La disponibilità è stata successivamente estesa ad altri Paesi e il 26 giugno 2018 è stata pubblicata la versione beta per Android.  Il gioco è stato reso disponibile in tutto il mondo il 12 dicembre 2018 e ha generato un profitto di 63 milioni di dollari a solo un mese dal debutto.

## eSports
Nell'agosto del 2019 la Supercell, annunciò un torneo incentrato sul gioco chiamato Brawl Stars World Championship, composto dalle qualificazioni e da una fase ad eliminazione diretta. Le qualificazioni sono iniziate il 12 agosto 2019, a cui hanno partecipato tutti i giocatori con età maggiore di sedici anni, in squadre da tre.
Il formato consiste in una eliminatoria diretta, le squadre partecipanti sono 12, 4 team sono provenienti dall’Europa, 3 dall’Asia, 3 dal Nord America e 2 dal Sud America.
Tutte le squadre nel proprio girone si sfidano tra loro, i primi 2 team del girone passano ai quarti di finale, l’ultimo è eliminato. La fase ad eliminazione diretta porta alla finale dove i 2 team più forti del mondo si sfidano per ottenere la gloria e il montepremi.
All'inizio del 2020 il torneo venne totalmente cambiato: le squadre si qualificavano tramite un evento speciale che si teneva nell'arco di ventiquattr'ore, dove bisognava vincere quindici partite. C'era anche un numero massimo di sconfitte, che passò da tre a quattro dopo le numerose lamentele da parte dei giocatori. Da febbraio 2021 il numero massimo di sconfitte passa di nuovo da quattro a tre. Le finali si tenevano online come il primo campionato, quindi con vari round in eventi diversi.
Nel 2019 gli eSports Nova, formati al tempo da SpenLC, Tom e Ceurelan vinsero la finale della BSC contro il team DR. HK.
Nel 2022, i campioni del mondo di quell'anno, gli Zeta Division Zero, sono stati omaggiati dal team di sviluppo con una skin del brawler "Gus" chiamata "Gus campione del mondo", che presentava gli stessi colori del team attualmente polacco. Stessa tradizione si è confermata nel 2023, stavolta per il team polacco campione del mondo, gli Zeta Division, che, oltre ad aver vinto un montepremi di 750000 $, si è vista aggiungere la skin del brawler Otis chiamata "Otis campione del mondo" ed è stata aggiunta anche una skin di Mortis.
Nel 2024 il team italiano HMBLE ottenne il titolo di campione del mondo, vincendo in finale contro i Crazy Raccoon, guadagnando un montepremio di 1 000 000$, ma non essendo partner ufficiali Supercell, il team di sviluppo pubblicò una skin di Leon non brandizzata. Il motivo per cui la skin di Leon dedicata ai finalisti mondiali non è brandizzata è perché gli HMBLE non sono un "org partner" di Brawl Stars.

### Finali mondiali della Brawl Stars Championship
| Anno | Vincitore          | Montepremi  | Luogo            |
| ---- | ------------------ | ----------- | ---------------- |
| 2019 | eSports Nova       | 250000 $    | Busan            |
| 2020 | PSG eSports        | 1000 $      | Da remoto        |
| 2021 | Zeta Division      | 1000 $      | Bucarest         |
| 2022 | Zeta Division Zero | 400000 $    | Disneyland Paris |
| 2023 | Zeta Division      | 750000 $    | Jönköping        |
| 2024 | HMBLE              | 1 000 000 $ | Helsinki         |

Per i vincitori del 2025 il montepremi sarà di 2 000 000 $